# Eldred Pottinger
Pour les articles homonymes, voir Pottinger et Eldred.
Eldred Pottinger (Comté de Down, 12 août 1811 – Hong Kong, 15 novembre 1843 ) est un officier de l'armée de la Compagnie britannique des Indes orientales et un diplomate.

## Biographie
Eldred Pottinger est le fils de Thomas Pottinger, de Mountpottinger, dans le comté de Down, en Irlande (aujourd'hui en Irlande du Nord), et de Charlotte Moore. Né le 12 août 1811, il fait ses études à l'Addiscombe Seminary (institution n'ayant rien de religieux, mais formant les futurs  officiers de l'armée des Indes ; il est situé à Addiscombe, aujourd'hui partie de Londres, dans le borough londonien de Croydon) et entre dans le régiment d'artillerie de Bombay en 1827. Après quelques années de service dans ce régiment, il est nommé au département politique sous les ordres de son oncle, le colonel (plus tard sir) Henry Pottinger.
En 1837, il voyagea à travers l'Afghanistan sous un déguisement de musulman pieux pour une mission classique de renseignement. Après être passé par Peshawar et Kaboul, il arrive à Hérat le 18 août 1837. Apprenant qu'une armée perse menée par Mohammad Shah Qajar en personne et conseillée par des officiers russes fait marche vers la ville, il décide d'y rester pour observer les évènements, puis il propose au vizir ses services, qui sont accueillis avec empressement. Le siège débute le 23 novembre 1837. Après plusieurs mois de harcèlement et de blocus sans grand résultats, les assiégeants lancent l'assaut le 24 juin 1838. Galvanisés par Pottinger, les défenseurs parviennent in extremis à repousser l'assaut. Mais le siège se prolonge jusqu'au 9 septembre 1838. Le shah finit par le lever lorsqu'il apprend qu'un détachement britannique a pris l'île de Kharg, dans le golfe Persique. Après la fin du siège, Pottinger fait la connaissance de Charles Stoddart, secrétaire militaire de l'ambassadeur John McNeill, et sur le point d'être envoyé en mission à Boukhara.
Cette action d'éclat vaut à Eldred Pottinger les félicitations du gouverneur général, lord Auckland, sa promotion au grade de major, et sa nomination dans l'ordre du Bain. Il est également affecté à Hérat comme officier politique. En 1841, il occupe les mêmes fonctions dans le Kouhistan lorsqu'y éclate une révolte contre Shah Shuja. Pottinger se réfugie au sein de la garnison gurkha de Tcharikar, où il soutient un siège de quatorze jours, avant une périlleuse retraite jusqu'à Kaboul, au cours de laquelle il est blessé. Moins d'une quinzaine de jours après son arrivée, sir William Hay Macnaghten, représentant britannique auprès de Shah Shuja, est tué dans un traquenard, et Eldred Pottinger lui succède. Mais l'apathie du major-général Elphinstone, commandant militaire, mine toute résistance, et Pottinger est contraint de négocier le retrait britannique. Gardé comme otage par Wazir Akbar Khan, le chef de la révolte, Pottinger échappe ainsi au massacre de la garnison lors de la bataille de Gandamak en janvier 1842. Après quelques mois de captivité, il parvient à se libérer avec les autres otages grâce à l'arrivée de l'armée de Sir George Pollock (en), et à l'intervention de Richmond Shakespear, et retourne en Inde.
Il meurt le 15 décembre 1843 lors d'une visite à Hong Kong (dont son oncle sir Henry Pottinger est gouverneur).